# Североизточна Рорайма (микрорегион)
Микрорегион Североизточна Рорайма е един от микрорегионите на бразилския щат Рорайма, част от мезорегион Северна Рорайма. По данни от 2006 на Бразилския институт по география и статистика населението му възлиза на 35.780 жители и е поделен на 4 общини. Територията на микрорегиона е 30.792,413 km².

## Общини (градове)
- Бонфим
- Канта
- Нормандия
- Уйрамута